# Диселенид палладия
Диселенид палладия — бинарное неорганическое соединение
палладия и селена
с формулой PdSe2,
кристаллы.

## Получение
- В природе встречается минерал вербикит — PdSe2 [1].

- Сплавление стехиометрических количеств чистых веществ:

{\displaystyle {\mathsf {Pd+2Se\ {\xrightarrow {760^{o}C}}\ PdSe_{2}}}}

## Физические свойства
Диселенид палладия образует кристаллы
ромбической сингонии,
пространственная группа P nnm,
параметры ячейки a = 0,5741 нм, b = 0,5866 нм, c = 0,7691 нм, Z = 4
.